# Günther Kandler

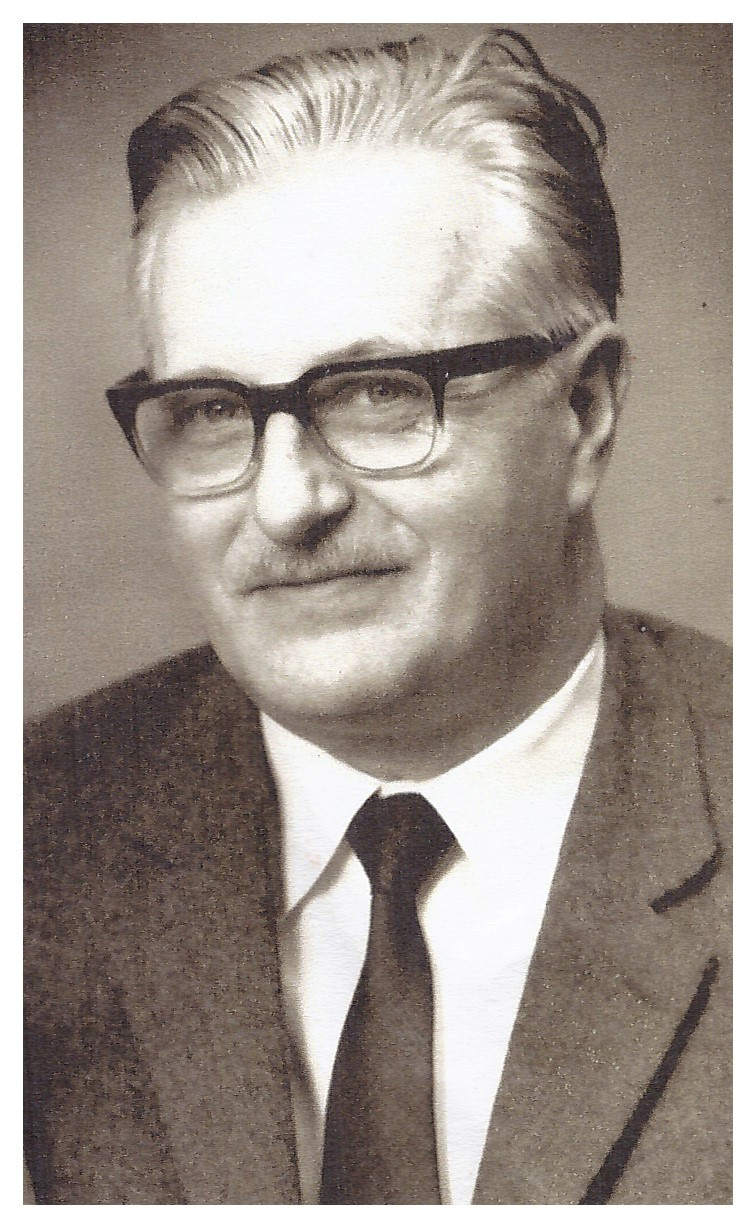
Günther Kandler

Günther Kandler (* 1914 in Sankt Petersburg; † 1984) war ein deutscher Linguist und Hochschullehrer. 1957 wurde er Leiter der Forschungsstelle für öff. Spachaufg. d. Sprachwiss., Univ-Inst. Bonn. Seit 1955 war er Herausgeber der Zeitschrift Sprachforum. Zeitschrift für angewandte Sprachwissenschaft.
1971 wurde er ordentlicher Professor an der Pädagogischen Hochschule Rheinland. Er lehrte nach deren Integration an der Universität Bonn.
Sein Grab befindet sich auf dem Zentralfriedhof Bad Godesberg.

## Werke

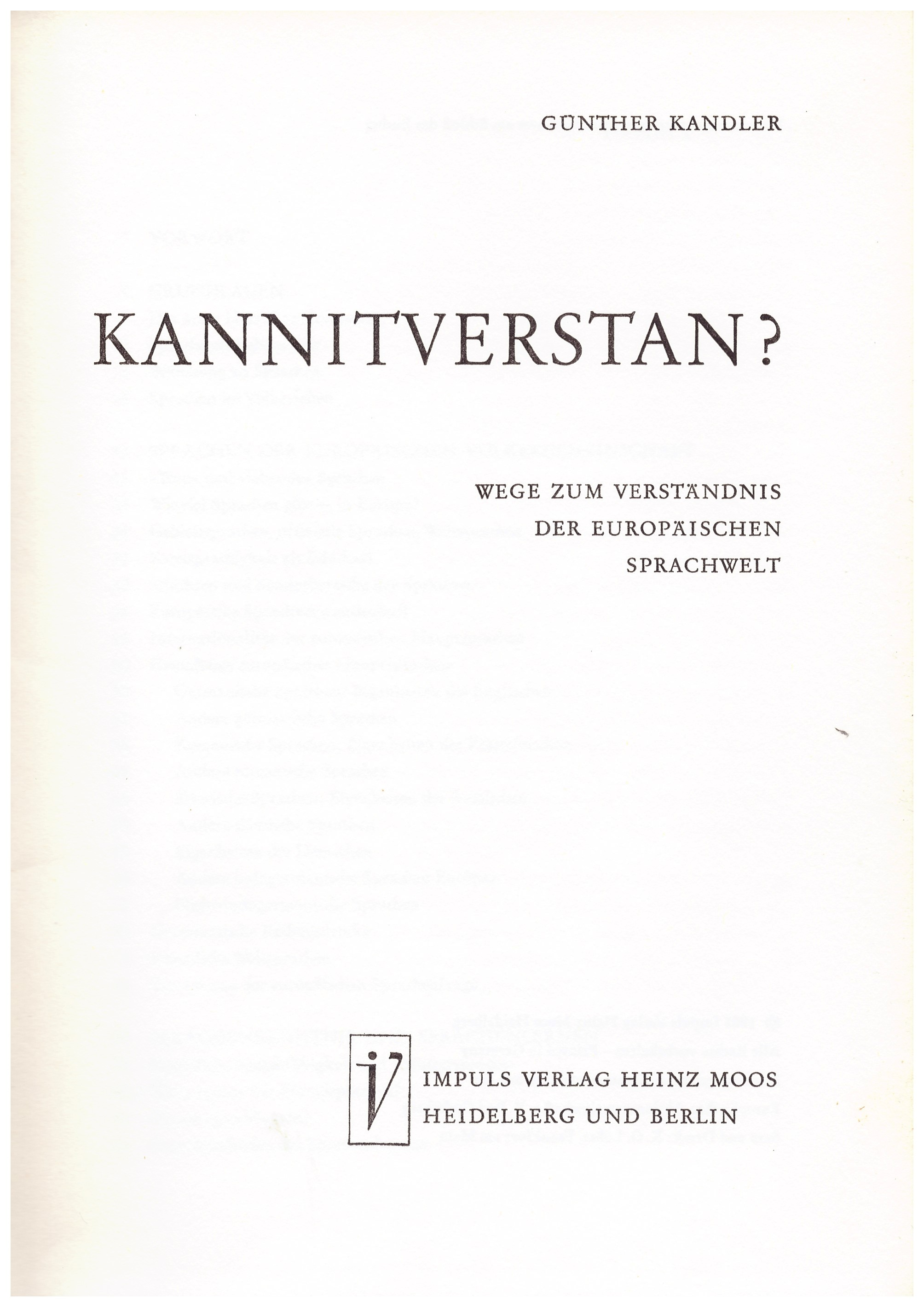
Kannitverstan? Wege zum Verständnis der europäischen Sprachwelt

- Kannitverstan? Wege zum Verständnis der europäischen Sprachwelt. Impuls Verlag Heinz Moos, Heidelberg 1961.
- Wortanalytisches Wörterbuch: Deutscher Wortschatz nach Sinn-Elementen in 10 Banden (Patholinguistica). Wilhelm Fink-Verlag, München 1992, ISBN 978-3-77052-760-1.

## Ehrungen
Günter Peuser und Stefan Winter (Hrsg.): Angewandte Sprachwissenschaft. Grundfragen – Bereiche – Methoden. Festschrift für Günther Kandler. Bouvier, Bonn 1981, ISBN 3-416-01590-8.